# Йосселин де Йонг, Ян Петрус Беньямин де
Ян Петрус Беньямин де Йосселин де Йонг (13 марта 1886 — 15 ноября 1964) — нидерландский этнолог и антрополог, основатель Лейденской школы структурной антропологии.
В начале своей карьеры он был куратором Лейденского этнологического музея, его научной специальностью была американская (со специализацией на черноногих) и индонезийская этнография. Активные научные исследования вёл с 1920 года. Он возглавлял две кафедры антропологии в Лейденском университете: первую по общей этнологии (1922 — 1935), вторую — по общей этнологии и этнографии Индонезии (1935 — 1956). В 1952 году вышел в отставку.
Основные научные работы Йосселина де Йонга касаются общей структуры индонезийских обществ и структурного анализа систем родства и брака в них.